# Senez
Senez er en mindre fransk kommune i departementet Alpes-de-Haute-Provence.
Byen havde i 2007 179 indbyggeres som kaldes les Senezois.
I Senez ligger der en domkirke, der tidligere var hovedsæde for et stift.